# 穆爾斯維爾鎮區 (密蘇里州利文斯頓縣)
穆爾斯維爾鎮區（英語：Mooresville Township）是位於美國密蘇里州利文斯頓縣的一個行政鎮區。

## 地方資料
穆爾斯維爾鎮區的面積為72.59平方千米，當中陸地面積為72.36平方千米，而水域面積為0.23平方千米。根據2020年美國人口普查的數據，當地共有人口209人，而人口密度為每平方千米2.88人。